# Lar de Maravilhas
Lar de Maravilhas é o segundo álbum de estúdio da banda brasileira Casa das Máquinas, lançado pela gravadora Som Livre, em setembro de 1975 e gravado nos estúdios Vice-Versa, em São Paulo, no mesmo ano. Neste disco, o grupo adota a orientação do rock progressivo, com a existência de rock e hard rock em quantidades menores. Na parte lírica, as canções abordam temas típicos do movimento contracultural e da cultura hippie, especialmente o desejo de libertação - ainda que apenas espiritual - e a procura por um lugar - idílico e utópico - em que esta libertação possa se dar. A partir da década de 1990, o álbum foi sucessivamente relançado em CD e LP.

## Antecedentes
Após o lançamento do álbum de estreia, a banda sai em turnê pelo país aproveitando a estrutura que Netinho havia adquirido de Os Incríveis após o fim daquela banda. Ao fim da turnê, Pique Riverte comunica aos outros integrantes que está saindo do grupo e Netinho começa a busca por um substituto. Ao assistir um ensaio da banda de seu irmão - Os Botões, que acompanhavam Dave Maclean, o baterista resolve convidar o tecladista daquele grupo e seu irmão para se juntarem à banda. No Brasil, apenas a banda de apoio de Roberto Carlos - a RC-7 - havia tocado com dois bateristas durante a "fase soul" do cantor, no início dos anos 1970. O Casa justificou a adição de outro baterista para aumentar o peso da banda e permitir uma maior participação dos bateristas nos vocais de apoio. Com isto, a banda repetia a inovação de outros grupos de rock internacionais, como a The Allman Brothers Band e o Grateful Dead, que se inspiraram na banda de apoio de James Brown, o The J.B.'s. Também, é neste disco que se inicia a participação de Catalau como letrista na banda. Jovem de apenas 16 anos, ele havia conhecido Netinho que descobriu o potencial de letrista no adolescente que, pouco mais de uma década depois, seria vocalista do grupo Golpe de Estado.

## Resenha musical
Neste álbum, a sonoridade apresenta mudanças com menos presença de rock e hard rock e um papel central do rock progressivo, que possibilita transcender os limites da canção (esquema estrofe-refrão) e fundir diversos ritmos ao rock - como música clássica, MPB e folk, além de as canções apresentarem mudanças de andamento e partes instrumentais. O lado A abre com "Vou Morar no Ar", uma canção que tem como temática a busca por liberdade em uma época marcada por autoritarismo. Em seguida, "Lar de Maravilhas" canta a busca por um lugar utópico para a realização da iberdade buscada - tanto através do pensamento, de sonhos ou de viagens lisérgicas. "Liberdade Espacial" e "Astralização" trazem o tema de uma necessária purificação espiritual para poder transcender a situação autoritária que era vivida.  Fechando o primeiro lado, "Cilindro Cônico" traz uma crítica à complexidade destruidora e autoritária do mundo moderno que não permite alternativas - tendendo ao totalitarismo tecnicista, como em Admirável Mundo Novo, de Aldous Huxley - e, com isso, tolhe a liberdade. O Lado B abre com "Vale Verde" que retorna ao tema da busca de um lugar alternativo, idílico, que supere a destruição da técnica, em um ecologismo típico do movimento contracultural. Em seguida, "Raios de Lua" é uma balada. "Epidemia de Rock" destoa um pouco dos temas do álbum, sendo uma canção de elogio ao estilo musical. Fechando o disco, temos um discurso em tom espiritualista em "O Sol" - com a voz de Netinho - e uma parte instrumental, em "Reflexo Ativo".

## Recepção

### Gravação, produção e lançamento
As gravações se deram nos estúdios Vice-Versa, em São Paulo, durante o ano de 1975, com Netinho produzindo a banda, e o álbum foi lançado pela gravadora Som Livre em setembro do mesmo ano. Para promover o disco, a gravadora lançou um compacto duplo da banda - dividido com artistas internacionais e Moraes Moreira - com a canção "Vou Morar no Ar". Em novembro, o álbum já tinha ultrapassado a faixa de 10 mil cópias vendidas. A turnê que se seguiu ao disco foi feita com Piska revezando entre guitarra e baixo, já que Cargê saiu logo após o lançamento.

### Recepção da crítica
| Críticas profissionais | Críticas profissionais |
| Avaliações da crítica  | Avaliações da crítica  |
| Fonte                  | Avaliação              |
| ---------------------- | ---------------------- |
| Folha de S.Paulo       | Positiva               |
| Revista Pop            | Negativa               |
| Jornal O Povo          | Positiva               |

Carlos Gouvêa, escrevendo para a Folha de S.Paulo, comenta que achou o disco excelente e ressalta a diferença entre este álbum e o primeiro - comparando também com a carreira de Netinho em Os Incríveis - e elogiando a qualidade ténica do disco e a performance dos músicos. O jornalista que faz a crítica para a Revista Pop assevera que nada que o disco traz é novidade: a mensagem já foi dita; o instrumental não escapa dos clichês do estilo musical, com citações a grupos internacionais e até ao nacional O Terço. Sendo assim, classifica o álbum como de consumo fácil e garantido; um disco de "rock radiofônico". Marcos Sampaio, escrevendo para o Jornal O Povo, ressalta três assuntos que andavam junto nesta época e permeiam o disco: ousadia, psicodelia e LSD. Destaca a forte presença dos teclados e a orientação progressiva do som, bem como a temática hippie e contracultural das letras.

### Relançamentos
O álbum foi relançado em CD em meados da década de 1990 e em 2015, pela Som Livre. Em 2018, a Polysom relançou-o em disco de vinil.

## Faixas
| Lado A |                      |                                            |         |  |
| N.º    | Título               | Compositor(es)                             | Duração |  |
| 1.     | "Vou Morar no Ar"    | Netinho / Aroldo Santarosa / Cargê         | 3:36    |  |
| 2.     | "Lar de Maravilhas"  | Netinho / Aroldo Santarosa / Piska / Cargê | 6:15    |  |
| 3.     | "Liberdade Espacial" | Netinho / Cargê / Catalau                  | 2:20    |  |
| 4.     | "Astralização"       | Netinho / Piska                            | 5:30    |  |
| 5.     | "Cilindro Cônico"    | Netinho / Cargê                            | 5:09    |  |

| Lado B         |                         |                                          |         |  |
| N.º            | Título                  | Compositor(es)                           | Duração |  |
| 6.             | "Vale Verde"            | Netinho / Piska                          | 6:55    |  |
| 7.             | "Raios de Lua"          | Netinho / Piska / Catalau                | 3:00    |  |
| 8.             | "Epidemia de Rock"      | Netinho / Aroldo Santarosa / Catalau     | 3:00    |  |
| 9.             | "O Sol" "Reflexo Ativo" | Aroldo Santarosa / Netinho / Cargê Piska | 7:56    |  |
| Duração total: | Duração total:          | Duração total:                           | 43:41   |  |

## Créditos
Créditos dados pelo Discogs.

### Músicos
- Aroldo Santarosa: vocal, guitarra e violão
- Piska: guitarra, guitarra de doze cordas, órgão Yamaha baixo e violão
- Mário Testoni Júnior: órgão Hammond, órgão Yamaha, clavinete, moog, mellotron, piano de cauda e piano Fender
- Cargê: vocal, baixo e contrabaixo
- Mário Franco Thomaz: bateria, percussão e vocais
- Netinho:bateria, percussão e voz falada

### Ficha Técnica
- Coordenação geral: João Araújo
- Produção: Netinho
- Arranjos: Casa das Máquinas
- Direção de estúdio: Otávio Augusto
- Técnicos de som: Marcos Vinícius, Wilson e Renato
- Fotos: Paulinho Veiga
- Desenho e arte: Grão-comunicação visual